# Michelle Koh
Michelle Koh (nascida em 30 de setembro de 190) é uma jogadora profissional de golfe da Malásia.
Tornou-se profissional em 2014.
Representou Malásia no jogo por tacadas individual feminino do golfe nos Jogos Olímpicos de Verão de 2016, realizados no Rio de Janeiro, Brasil.